# 偃師商城遺跡
偃師商城遺跡（えんししょうじょういせき）、または尸郷溝商城遺跡（しきょうこうしょうじょういせき）は、中国河南省洛陽市偃師区の西にある、殷王朝初期の都の西亳に比定されている遺跡である。1983年に発見され、同年秋に発掘調査が始まり、専門家の検証を経て殷文化の遺跡と確認された。
城邑の形は長方形で、大城・内城・宮城という三重の城壁が建てられている。大城は長さが南北が約1700メートル余り、東西が約1215メートルで、総面積は1.9平方メートルを超える。すでに7つの城門が発見されている。城壁の厚さは上部が14メートル、下部が19メートルで、現在の高さは2.3メートルである。外側には堀がある。内城の形も長方形で、長さは南北が約1100メートル、東西が約740メートルである。城壁の厚さは6-7メートルで、大城と同様の形態をしている。内城の西壁・南壁と大城の城壁は重なっている。中央には宮城の遺構があり、形は正方形に近く、四方に厚さ約2メートルの土壁が建てられている。周囲の長さは約800メートル強で、すぐ外を厚さ約3メートルの土壁に囲まれている。南に宮門があり、その中に正殿の遺構があり、左右に配殿がある、附近の宮殿は主に正殿を中心に展開されており、大型排水施設と池苑が設けられている。池苑の主要部分は長方形であり、長さは東西が約130メートル、南北が約20メートルで、深さは約1.5メートルである。そばにある水渠は堀に繋がっており、独立した水系をなしている。城邑の東北と西南には1つずつ小城が建てられている、形はほぼ正方形で、周囲の長さは約200メートルである。周囲には厚さ2メートルの土塀が築かれている。城内には家屋と手工製作施設の遺構が多くある。
偃師商城小城遺跡は1997年の中国十大考古新発見に選ばれた。